# Три Галки

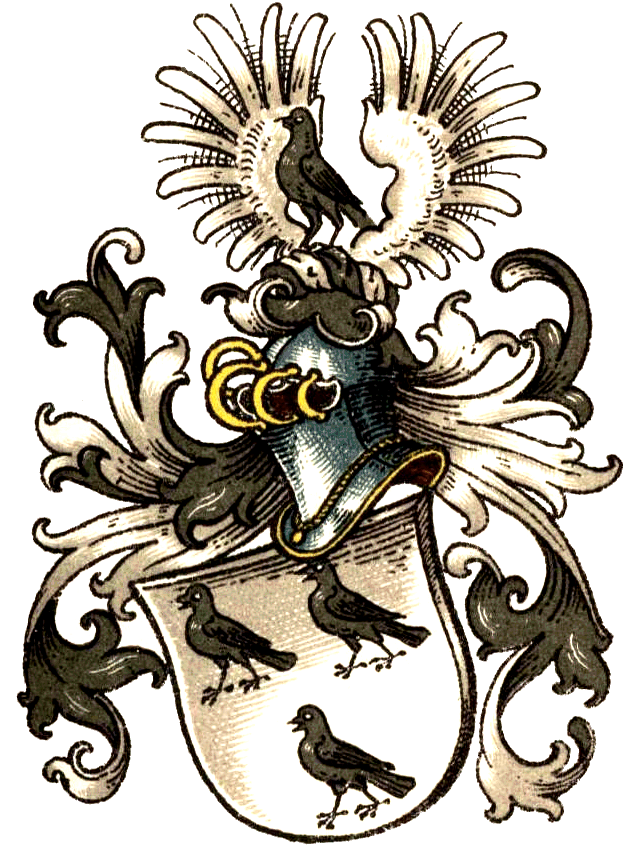
Три Галки.

Три́ Га́лки (пол. Trzy Kawki) — шляхетський герб німецького роду Борхів, що отримав таку назву в Речі Посполитій. У срібному щиті три чорні галки — дві згори, одна знизу; в клейноді така ж чорна галка поміж орлиними крилами. Намет — чорний підбитий сріблом. Інші назви — Борх, Три Ворони. Відміни герба мають різні кольори орлиних крил (срібне праве і чорне ліве), або золотий щит, як у графів Борхів, замість срібного.

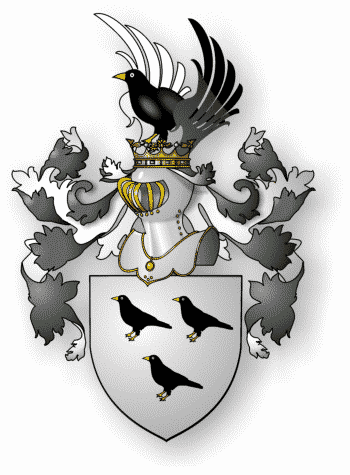
Три Галки
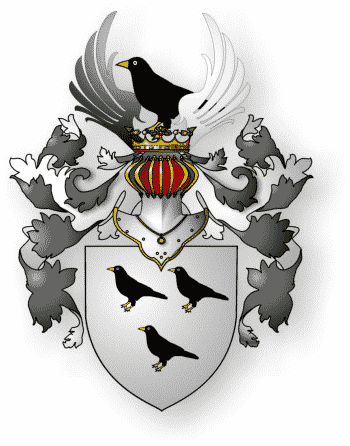
Три Галки
Графський герб
Графський великий герб